# Cidre Premier
Cidre Premier [sídr premijér] je český přírodně perlivý jablečný cidre z čerstvě vylisovaného moštu bez přidané vody a cukru. Je vyroben z vybrané směsi odrůd českých jablek. Ročník 2010 byl na trh uveden v létě 2011 jako první cidre v České republice vyráběný z čerstvého moštu tradičními postupy. V roce 2012 získal díky šetrné metodě zpracování a původu jablek bio certifikaci.

## Výroba
Cidre Premier je vyráběn metodou dlouhé fermentace po vzoru bretaňsko-asturské tradice. Vhodný výběr jablek ovlivňuje chuťové vlastnosti i proces zrání cidru. Jablka pocházejí výhradně z českých sadů, v kombinacích okolo 12 odrůd jablek pro 1 šarži.

## Ze 100% jablečného moštu
Jablečný mošt pro výrobu Cidru Premier se používá vždy čerstvě vylisovaný, bez doslazení, ředění ani přídavku jakýchkoliv konzervačních látek.

## Fermentace
Po první fázi přirozeného odkalení (samočištění) moštu Cidre Premier kvasí cca 6 – 8 měsíců v tancích, následně další 2 měsíce dozrává v lahvích. Alkohol v nápoji vzniká pouze kvašením cukrů přírodně obsažených v jablkách. Jelikož každý rok je jiný, může se měnit i obsah alkoholu a chuťová charakteristika. Fermentace moštu je nejšetrnější metodou zachování obsahu vitamínů, které v cidru zůstávají díky tomu, že neprochází pasterizací.

## Nefiltrováno
Výsledný produkt není během výroby filtrován, kalu se zbavuje přirozeně v průběhu zrání. Zbytkový obsah kalu rozptýlený v nápoji vytváří na dně lahve mírnou usazeninu, která je nezbytná pro další zrání a není na závadu. Cidre Premier není pasterizován, konzervován ani sycen. Obsahuje pouze přírodní oxid uhličitý, který vzniká při dozrávání, ležení v lahvích. Bublinky tedy vznikají podobně jako u klasické metody výroby perlivých a šumivých vín až přímo v lahvi (Šampaňské víno). Cidre obsahuje minimální množství siřičitanů, které se přirozeně vyskytují v jablkách a vznikají při procesu fermentace, proto není dodatečně sířen.

## Skladování
Cidre Premier je ideálně určen ke konzumaci v roce následujícím po sklizni. Skladovatelnost se pohybuje mezi 3-4 lety. Delší uchovávání může způsobit přezrání a ztrátu perlivosti. Jelikož cidre není pasterizován, vyžaduje odpovídající způsob uchovávání, a to na temném, chladném místě. V lahvích uzavřených korkovou zátkou vždy horizontálně, aby si korek neustále udržoval vlhkost a nedocházelo k jeho proschnutí a netěsnosti. Cidre je vhodné podávat dobře vychlazený (7-11 °C).

## Druhy a ročníky
Cidre Premier se dle zbytkového cukru a obsahu alkoholu dělí na "suchý" a "polosuchý" a dále pak na šarže z odlišných směsí jablek. Chutí obecně připomíná perlivá bílá vína typu Frizzante, avšak s jablečným akcentem.
- Ročník 2010 - suchý. 6,5% vol.

- Ročník 2011 - suchý, polosuchý, variace odrůd.
  - Suchý, tradiční směs jablek. Lehký, svěží cidre s jemnou hladší chutí, višňovým koncem, středně perlivý. 6,5% vol.
  - Suchý, variace odrůd. Směs kořenitých odrůd jablek. Cidre nejblíže připomínající ročník 2010, s výraznější chutí a kyselinkami, středně perlivý. 6,5% vol.
  - Polosuchý, tradiční směs jablek. Robustnější cidre s medovým nádechem a jablečnou vůní, mírně perlivý. 5,9% vol.
  - Polosuchý, variace odrůd. Směs jemných jablek. Cidre s intenzivní vůní po jablkách, sladší s lehkými kyselinkami, mírně perlivý. 5,9% vol.[1]